# Имена на гърците
 Тази статия е за жителите на Древна Гърция.  За жителите на Византия вижте византийци.  
Гърците се определят с няколко етнонима. Най-често използван е „елини“ (на гръцки: Έλληνες), свързано с Древна Гърция – на древногръцки Елада. Алтернативното име „гърци“ (на латински език: Graeci) е използвано от римляните и постепенно навлиза в други европейски езици през латинския. Според древногръцката митология родоначалник на народа е патриархът Елин, а негови потомци са еолийците, дорийците, ахейците и йонийците, което съответства на основните племена и говорени от тях диалекти, както в континентална Гърция, така и по крайбрежието на Мала Азия.
Днес самоназванието на гърците също е елини и то се използва като етноним. За първи път терминът „елини“ е употребен от древногръцкия поет Архилох през 7 век пр.н.е.
Микенците (наричани и ахейци от историците), говорят език, известен от надписи с линеар Б, датирани от ХV век пр. Хр. и считан за предшественик на старогръцкия. От друга страна Омир нарича племето, доминиращо нападателите в Троянската война ахейци. За първи път с екзонима елини Омир споменава едно малко племе от Фтиотида в южната част на Антична Тесалия между реките Епиней и Асоп. Това се потвърждава и от сведенията, достигнали до съвременната епоха от Херодот, Тукидид, Пароската хроника, Аполодор. От друга страна, на едно място Аристотел пренася Елада в Античен Епир. По повод на това съждение на Аристотел, в края на 19 век Едуард Майер в труда си на немски „Geschichte des Altertums“ (II т., Щутгарт, 1893 г.) приема, че елините в доисторическия си период са заемали Епир, откъдето са се преселили или са били изгонени в Тесалия, и заедно с миграцията се пренасят и старите племенни и регионални названия.
Късно-генеалогичната поезия (от Хезиод насетне) създава епонима елини от Елин, син на Девкалион и Пира, оцелял след големия местен потоп и намирайки го за родоначалник на древногръцкия (елински) народ. Брат му Амфиктион е родоначалник на Термопилско-Делфийската амфиктиония. Членовете на тази амфиктиония свързват своя произход с фтиотийците, които се наричат елини, и разпространяват това название в древните и антични райони на северозапад от Атика до границите на Тесалия и Епир – днес Централна Гърция или исторически Същинска Гърция), а дорийците го пренасят в Пелопонес.
През VII век пр.н.е. главно в източната част на Елада възникват и съотносителните понятия като представа за варварите и панелините, но тези последващи названия постепенно се поглъщат и заменят от употребата на наименованието елини, която обединява всички племена говорещи древногръцки език, с изключение на македоните и епиротите със своя оракул в Додона, които обаче водят обособен в свои си общности самостоятелен социален живот.
Когато римляните срещат гръцки колонисти в Южна Италия, те ги наричат с името „Graeci“ и после го разпространяват към останалите гърци. Персийците ги наричат „Yaunas“ (Yunans) по името на жителите на покорената от тях Йония. Названието преминава с подобно звучене към евреите (Yevanim, на иврит: יוונים), арабите и турците. Думата влиза в езиците на Индийския субконтинент като „Yona“ и „Yavana“ (на санскрит). На грузински името съществува като Berdzeni (ბერძენი).
През късната античност (между 300 и 600 г. сл. Хр.), гърците се самоназовават Graikoi (на старогръцки: Γραικοί, „гърци“) и ромеи (на гръцки: на старогръцки: Ῥωμαῖοι/на гръцки: Ῥωμηοί/на гръцки: Ρωμιοί, „римляни“) като последният термин се използва след като всички гърци са покорени от Рим през 212 г. сл. Хр. По-късно терминът „елини“ се използва за последователи на древногръцката политеистична религия, която вече се счита за езическа след установяването на християнството от Теодосий I.